# 大迫通貞
大迫 通貞（おおさこ みちさだ、1890年（明治23年）11月1日 - 1974年（昭和49年）3月13日）は、鹿児島県出身の日本の陸軍軍人。最終階級は陸軍中将。

## 略歴
鹿児島県日置郡、のちの東市来町（現日置市）で、農業・村長、大迫半七の子息として生まれる。川内中学校（現鹿児島県立川内高等学校）、名古屋陸軍地方幼年学校、中央幼年学校を経て、1911年（明治44年）5月、陸軍士官学校（23期）を卒業。同年12月、歩兵少尉に任官し歩兵第45連隊付となる。1923年（大正12年）11月、陸軍大学校（35期）を卒業し歩兵第45連隊中隊長に就任。
1925年（大正14年）3月、陸士教官となり、参謀本部員、参謀本部付（支那研究員、吉林駐在）を務め、1927年（昭和2年）7月、歩兵少佐に昇進。1928年（昭和3年）4月、第6師団司令部付となり、歩兵第8連隊大隊長、張作相顧問（吉林駐在）を務め、1931年（昭和6年）8月、歩兵中佐に進級した。同年9月、関東軍司令部付（吉林駐在）となり、同付（青木特務機関長、天津駐在）に転じ、1935年（昭和10年）8月、歩兵大佐に昇進した。
1936年（昭和11年）3月、歩兵第44連隊長に就任。満州国軍政部顧問を経て、1938年（昭和13年）7月、陸軍少将に進級し大本営付となり「竹工作」を担った。北支那方面軍付を経て、1939年（昭和14年）8月、第5独立守備隊長に転じ、1941年（昭和16年）7月、留守第57師団長となり、同年8月、陸軍中将に進んだ。1943年（昭和18年）6月、第47師団長に親補され、1944年（昭和19年）10月に待命となり、同月、予備役に編入された。
1945年（昭和20年）3月、召集を受け鹿児島地区司令官に就任。同年8月、西部軍管区司令部付となり、同年12月、召集解除となった。
1947年（昭和22年）11月28日、公職追放仮指定を受けた。

## 栄典
位階
- 1941年（昭和16年）9月15日 - 従四位
- 1943年（昭和18年）10月1日 - 正四位

勲章
- 1940年（昭和15年）8月15日 - 紀元二千六百年祝典記念章[7]